# Нэшвилл Предаторз
«Нэ́швилл Пре́даторз» (англ. Nashville Predators) — профессиональный хоккейный клуб, выступающий в Национальной хоккейной лиге (НХЛ). Клуб базируется в городе Нашвилл, штат Теннесси, США.

## История

### Основание клуба
В декабре 1996 года в Нашвилле открылся новый стадион стоимостью 144,5 миллиона долларов США, который получил название «Нэшвилл Арена» и вмещал 17113 зрителей, а уже месяц спустя бизнесмен Крейг Леопольд и компания «Гейлорд Энтертейнмент» подали заявку на получение хоккейной команды. 17 июня 1997 года специальная комиссия НХЛ рекомендовала Нашвилл как место для новой команды, а ещё 8 дней спустя Леопольд получил официальные права на клуб НХЛ. Первым генеральным менеджером новой команды в июле 1997 года был назначен Дэвид Пойл, а первым тренером стал Барри Троц. 

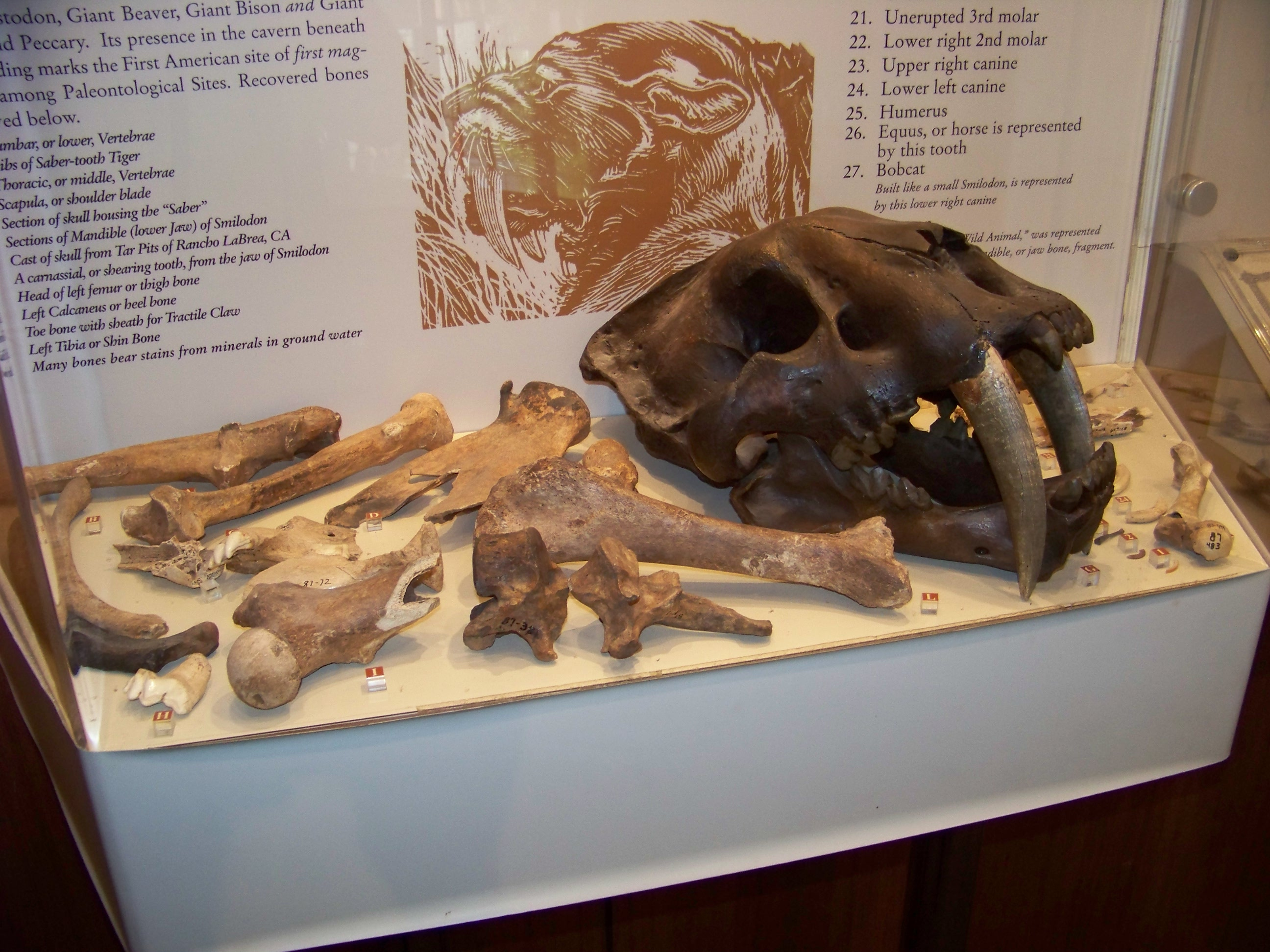
Кости смилодона, в честь которого был создан логотип клуба

4 мая 1998 года НХЛ официально объявила о добавлении в свои ряды новой команды из штата Теннесси — «Нэшвилл Предаторз». Изображение саблезубого тигра на логотипе команды связано с тем фактом, что в начале 1970-х годов при строительстве небоскрёба, в котловане фундамента были обнаружены кости этого животного. Само название команды было выбрано болельщиками из четырёх финальных вариантов (всего было 75): Ice Tigers («Ледяные Тигры»), Fury («Ярость»), Attack («Атака») и Predators («Хищники»).

### Первые годы в НХЛ
Свой первый сезон «Предаторз» провели в сезоне 1998/1999 годов, показав достойный результат. В состав команды входило немало опытных хоккеистов, таких как американский вратарь Майк Данэм, нападающий Том Фицджеральд, Патрик Чельберг и опытный ветеран Клифф Роннинг, а также имелись и молодые перспективные игроки, такие как чешский вратарь Томаш Вокоун, финский защитник Киммо Тимонен, крайний нападающий Вилле Пелтонен, россиянин Сергей Кривокрасов и американец Дэвид Легуонд. Первый матч команда провела 10 октября 1998 года, проиграв на своём льду «Флорида Пантерз» — 0:1, а первая победа пришла к «Хищникам» 13 октября в поединке против «Каролина Харрикейнз» — 3:2. В итоге, несмотря на предпоследнее, 13-е место в Западной конференции НХЛ, по итогам чемпионата на счету «Нэшвилла» оказалось 28 побед, но при этом они отстали от зоны плей-офф на 15 очков. Одним из лучших игроков команды в тот первый год стал российский нападающий Сергей Кривокрасов, представлявший «Предаторз» на матче Матче всех звёзд НХЛ.
Во второй год существования состав команды принципиально не изменился, и «Хищники» продолжали набираться опыта, соответственно и улучшений результатов ждать тоже не приходилось. Команда снова выиграла 28 матчей и набрав 70 баллов к концу чемпионата опять осталась далеко за чертой участников плей-офф с 17-очковым отставанием. Результат говорил о том, что адаптация «Предаторз» в НХЛ происходила тяжело.

### Начало XXI века
На драфте 2000 года «Нэшвилл» под общим шестым номером выбрали молодого канадского левого нападающего Скотта Хартнелла, который дебютировал за команду уже в чемпионате 2000/2001 годов, однако должным образом проявить себя не смог, набрав лишь 16 очков в 75 матчах. В целом же подопечные Барри Тротца, по сравнению с предыдущим сезоном, сделали определённый шаг вперёд, команда набрала на 10 очков больше, однако о плей-офф по-прежнему думать не приходилось. Отсутствие большой финансовой поддержки не позволило руководству команды усилить состав более сильными игроками, и на протяжении следующих двух сезонов «Предаторз» продолжали оставаться за чертой участников розыгрыша Кубка Стэнли, а в сезоне 2001/2002 годов «Предаторз» даже сделали шаг назад, недобрав по сравнению с предыдущим чемпионатом 11 очков (по итогам сезона команда заняла 14-е место и набрала 69 очков).
Перед сезоном 2002/2003 годов руководство команды подняло цены на билеты, гарантировав вернуть разницу в цене, если «Хищники» не смогут пробиться в плей-офф. После крайне неудачного старта (всего 2 победы в первых 20 матчах) в середине чемпионата «Нэшвилл» всё-таки начал набирать очки, но на финише сезона команда не смогла одержать ни одной победы в последних 15 матчах и заняла лишь 13-е место в Западной конференции, набрав 74 очка. Претендовать на что-либо серьёзное «Нэшвиллу» было практически невозможно с отсутствием «суперзвезд» в составе. В эти годы, кстати, в матчах за «Предаторз» засветились небезызвестные тафгаи Натан Перро и Рид Симпсон, но естественно, на статус лидеров команды они не тянули.
Успех пришёл к «Предаторз» на будущий год, когда клубу в трудной борьбе с «Эдмонтоном» всё же удалось занять 8-е место в Западной конференции и в первые в своей истории удалось пробиться в плей-офф. Очень результативно в составе «Хищников» сыграл Стив Салливан, попавший в команду в результате обмена из «Чикаго». Так же в составе команды хорошо сыграл атакующий защитник Марек Жидлицки, который в первый же сезон показал завидную результативность набрав 53 (14 голов + 39 передач) очка. Помимо них, на первые роли претендовали форварды Скотт Уокер c 67-ю (25+42) баллами и Мартин Эрат c 49-ю (16+33) баллами. Благодаря помощи этих игроков и уверенной игре голкипера Томаша Вокоуна в первом раунде плей-офф «Нэшвилл» дал настоящий бой «Детройту», однако уступил в шести поединках.

### Выступление клуба послелокаута
После локаута и изменившегося финансового положения в НХЛ (введения «потолка зарплат») «Предаторз» сумели позволить себе приобрести летом 2005 года настоящую звезду — Пола Карию. Результативный нападающий полностью оправдал надежды, став лучшим в команде в сезоне 2005-06 годов и внеся большой вклад в успех команды. Кроме того, удалось сохранить почти всех лидеров. В итоге команда заняла 4-е место в своей конференции и набрала 106 очков. Но дальше первого раунда плей-офф «Хищники» не прошли, уступив «Сан-Хосе» с суперсвязкой Джо Торнтон — Джонатан Чичу в пяти матчах. Первый матч «Хищники» сумели выиграть, но после этого последовали четыре поражения подряд и вылет из плей-офф, во многом из-за отсутствия основного голкипера Томаша Вокоуна.
В следующем сезоне 2006/07 команда стала ещё сильнее, так как её ряды пополнили опытные канадские форварды Джейсон Арнотт и Жан-Пьер Дюмон, а также молодой российский нападающий Александр Радулов. Более того, перед дедлайном «Хищникам» удалось заполучить в свои ряды знаменитого шведского хоккеиста — Петера Форсберга. В регулярном чемпионате команда улучшила прошлогодний результат на 4 балла, однако в плей-офф клуб попал только с 4-го места. И вновь, как и год назад, в соперники «Нэшвиллу» достались калифорнийские «Акулы». Многие болельщики «Предаторз» не без основания надеялись на реванш, так как состав команды был куда мощнее и опытнее прошлогоднего, однако пройти «Шаркс» снова не получилось (для победы «Сан-Хосе» опять хватило всего пяти матчей).
Перед сезоном 2007/08 состав «Нэшвилла» претерпел значительные изменения. Команду покинули Форсберг, Кария, Вокоун, а пришли чех Радек Бонк и финн Вилле Койстинен. Результаты двух последних сезонов стали для болельщиков «Предаторз» недостижимой мечтой, ведь мало кто полагал, что подопечным Троца в четвёртый раз подряд удастся выйти в плей-офф, однако им это удалось. Серия первого раунда с «Детройтом» получилась упорной во многом благодаря бесподобной игре голкипера «Предаторз» Дэна Эллиса, который до поры до времени ловил все подряд, однако уровень соперников был явно неравным, и в итоге «Красные Крылья» праздновали успех (счёт в серии был 4:2).
В сезоне 2010/11 «Нэшвилл» впервые в своей истории вышел во второй раунд плей-офф Кубка Стэнли. Для этого «Нэшвилл» обыграл в первом раунде Анахайм Дакс со счётом 4:2 в серии. Во втором раунде «Нэшвилл» играл против Ванкувер Кэнакс. Серия получилась упорной благодаря игре финского голкипера «Предаторз» Пекки Ринне. Однако дома «Нэшвилл» ни разу не выиграл, итог серии 4:2 в пользу «Кэнакс». 

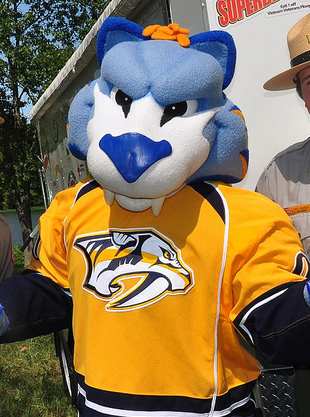
Маскот «Нэшвилла» — Гнэш

Перед сезоном 2011/12 клуб изменил цвета и дизайн формы и логотипа, основным цветом команды теперь стал жёлтый, исключив из логотипа оранжевый, серебряный и стальной. . Также был представлен новый альтернативный логотип, включающий элементы медиатора и флага штата Теннесси. Домашняя джерси также изменилась с синей на жёлтую. По ходу сезона «хищники» продлили контракт с Ринне на 7 лет и сумму $ 49 млн. В сезоне 2011/12 «Предаторз» снова дошли до 2-го раунда плей-офф, где в пяти матчах уступили «Финиксу». 
Далее «Нэшвилл» два года подряд не смог пробиться в плей-офф и по окончании сезона 2013/14 Барри Троц покинул команду, которую он возглавлял на протяжении 16 сезонов, с момента её основания. На дедлайне 2014 года команду также покинул второй номер драфта-1998 и её многолетний ветеран Дэвид Легуанд.

### Эпоха Лавиолетта (2014-20)
На место Троца был назначен американский тренер Питер Лавиолетт. В первом сезоне под руководством Лавиолетта команда заняла второе место в Центральном дивизионе, набрав 104 очка, но уже в первом раунде проиграла в шести играх будущему чемпиону «Чикаго».
В сезоне 2015/16 клуб вышел в плей-офф через первое место уайлд-карда, набрав 96 очков. В первом раунде был обыгран лидер Тихоокеанского дивизиона — «Анахайм», в 7 играх. Во 2-м раунде в упорной борьбе «хищники» в 7 матчах проиграли «Сан-Хосе», которые дошли до финала. В 2016 году Нашвилл также принимал матч всех звёзд.
Перед сезоном 2016/17 «Нэшвилл» совершил трейд-блокбастер: многолетний капитан клуба Ши Уэбер был обменян в «Монреаль» на Пи-Кея Суббана. Новым капитаном команды стал Майк Фишер. В сезоне 2016/17 хищники заняли лишь 2-е место в зоне «уайлд-кард», попав в плей-офф на лидера Запада — «Чикаго». Благодаря феноменальной игре стража ворот Ринне «Блэкхокс» не смогли дома не забить ни единой шайбы. Ринне за серию отдал две результативные передачи, а в «Блэкхокс» лишь Кейн и Тейвз смогли набрать по 2 очка. «Нэшвилл» в итоге разгромил «Чикаго» 4:0 в серии и прошёл дальше, став первой командой занявшей 8-е место и обыграв «всхую» лидера конференции не только в истории НХЛ, но и среди иных главных лиг США. 
Во 2-м раунде в шести матчах был обыгран «Сент-Луис». «Предаторз» впервые в своей истории вышли в финал конференции, где их ждал прошлогодний «Анахайм». 16 мая «хищники» стали первой командой за 20 лет (после «Ред Уингз» в 1997 году), одержавшей десять побед подряд дома в постсезоне. А сами «Дакс» в третий раз подряд в серии плей-офф проиграли «хищникам» уже в шести играх. В шестом матче Колтон Сиссонс оформил хет-трик, выведя команду в финал Кубка.

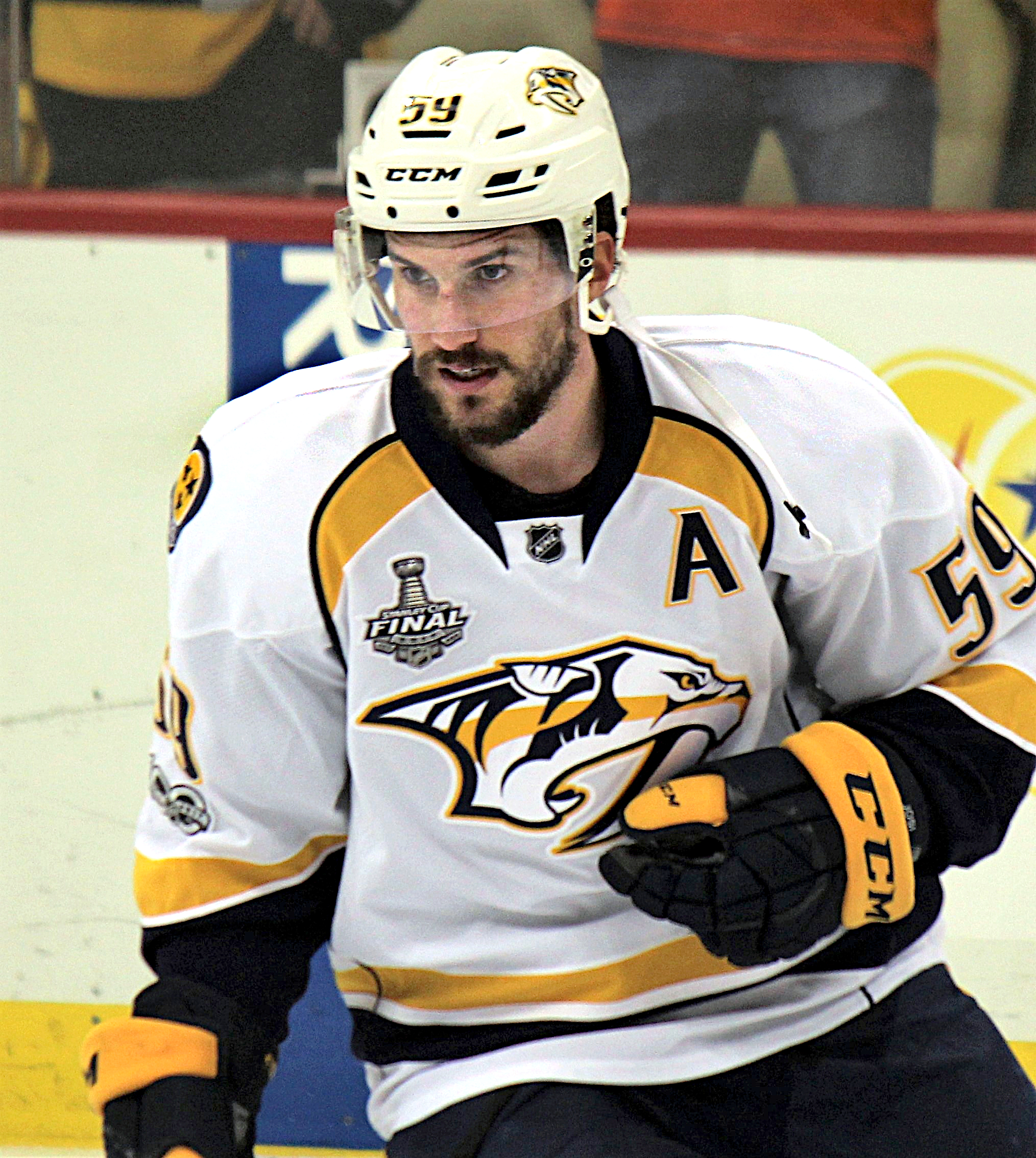
Нынешний капитан «Предаторз» — Роман Йоси

В первом матче финала Кубка Стэнли по воротам Ринне «Питтсбург» нанёс лишь 12 бросков, не бросая на протяжении 37 минут подряд, включая весь второй период, что стало антирекордом для финала. Тем не менее, Ринне сыграл неудачно и пропустил 5 шайб, включая автогол Экхольма, а шайбу Суббана не засчитали из-за офсайда и «хищники» проиграли 3:5, пропустив последнюю шайбу в пустые ворота. Игру №2 «Предаторз» также проиграли, перебросав соперника 38-27. Вернувшись домой, «Предс» уверенно одержали две победы в матчах № 3 и 4 со счётом 5:1 и 4:1. Матч № 5 «Предаторз» разгромно проиграли 0:6, имея одинаковое количество бросков с «Питтсбургом» — по 24. В шестой игре Финала между «Нэшвиллом» и «Питтсбургом» произошёл спорный момент, когда судьи не засчитали шайбу Колтона Сиссонса после добивания, так как до этого судья дал свисток об остановке игры. В итоге «хищники» проиграли шестой матч со счётом 0:2, пропустив последний гол в пустые ворота, а «Пингвинз» стали обладателями Кубка.
Перед сезоном 2017/18 клуб пополнили Ник Бонино и Алексей Емелин, был выменян Кайл Террис. Главной же потерей для клуба стал Джеймс Нил, которого «Вегас» забрал на драфте расширения, а сам Нил стал автором первых двух шайб в истории «Голден Найтс». В сезоне 2017/18 клуб одержал 53 победы и набрал 117 очков, благодаря чему впервые в своей истории выиграл Президентский Кубок, а также Центральный дивизион. В первом раунде «хищники» в шести играх обыграли «Колорадо», но уже во втором раунде в тяжелейших 7 матчах клуб проиграл «Виннипег Джетс».
В сезоне 2018/19 «Предаторз» во второй год подряд стали победителями Центрального дивизиона, набрав 100 очков. По ходу сезона клуб сделал ставку на ветеранов: команду пополнили возрастные Брайан Бойл, Уэйн Симмондс и Микаэль Гранлунд, в обмен на более молодых Хартамана и Фиалу, однако клуб продолжил регрессировать, а Бойл и Симмондс и вовсе травмировались по ходу плей-офф. Уже в первом раунде команда вылетела из розыгрыша Кубка Стэнли, проиграв в шести матчах «Далласу».
Перед сезоном 2019/20 команду пополнил Мэтт Дюшен, сменивший 4 клуба за 3 года, подписав семилетний контракт на сумму $ 56 млн. «Предаторз» и ранее интересовались им в надежде на то, что он станет первым центрофорвадом «Предаторз». В 2020 году клуб впервые принял участие в Зимней Классике. 

### При Хайнсе (2020-23)
6 января 2020 года в отставку был отправлен Питер Лавиолетт, на его место был назначен Джон Хайнс. Во втором матче Хайнса в качестве главного тренера Пекка Ринне стал вторым вратарём «хищников» и 12-м вратарём лиги, забившим гол в матче. При Хайнсе команда продолжала стагнировать. В прерванном из-за пандемии COVID-19 сезоне 2019/20 команда уступила в квалификационном раунде «Аризоне» 1:3 в серии. В сокращенном сезоне 2020/21 клуб проиграл в шести матчах «Каролине Харрикейнз», а обе победы были добыты лишь в овертаймах. В сезоне 2021/22 клуб с треском проиграл в четырех матчах «Эвеланш», впервые в истории франшизы не одержав ни одной победы в раунде плей-офф. В 2022 году клуб впервые принял участие в Стадионной Серии, принимав на домашнем льду «Тампу».
Хайнс предпочитал возрастных игроков, именно поэтому большую часть времени новички Филип Томасино и Коди Гласс проводили в АХЛ или играли в нижних звеньях, а Ээли Толванен вообще  чаще попадал в запас, а после и вовсе был выставлен на драфт отказов.  
Перед дедлайном сезона 2022/23 уходящий на пенсию ГМ Пойл сделал несколько ходов, чтобы расчистить платёжную ведомость стагнирующей команды: были обменяны Экхольм, Гранлунд, Нидеррайтер и Жанно. Всего под руководством Хайнса команда одержала лишь 3 победы в плей-офф за 4 года, а в сезоне 2022/23 клуб и вовсе впервые за 8 лет не попал в плей-офф. 

### Возвращение Троца в качестве генерального менеджера
По окончании сезона 2022/23 Джон Хайнс был смещён с должности, а единственный генеральный менеджер Дэвид Пойл, который руководил командой с её основания принял решение о завершении карьеры. Ещё в феврале 2023 года было объявлено, что новым генеральным менеджером «хищников» станет их первый тренер Барри Троц. А в конце мая был назначен и новый главный тренер — Эндрю Брюнетт, который является автором первой заброшенной шайбы в истории «Предаторз».
Перед сезоном 2023/24 команду покинули 8-миллионные балласты, которые так и не смогли стать полноценными центрофорвардами первого звена: Джохансен был обменян с 50% удержанием кэпихта в «Колорадо», а контракт Дюшена, который лишь раз преодолел барьер в 60 очков за сезон и вовсе был выкуплен. Новым центрофорвардом первого звена стал новоподписанный Райан О'Райли, также были команду пополнил Густав Нюквист.
Сезон 2023/24 «Предаторз» начали неудачно, провалив старт сезона: в первых 15 играх было одержано лишь 5 побед. По ходу сезона команда балансировала около зоны уайлд-кард. 15 февраля 2024 года клуб потерпел разгромное поражение от «Далласа» 2:9, одержав лишь 2 победы за 9 матчей. Из-за неудовлитворительных результатов Брюнетт и Троц отменили поездку команды в Лас-Вегас на концерт рок-группы U2, после чего «хищники» выдали рекордную для себя серию из 18 матчей с набранными очками подряд. После однолетнего перерыва команда вновь вышла в плей-офф, где в упорной борьбе уступила «Ванкуверу» в 6 матчах. Четыре последних матча завершились с разницей лишь в одну шайбу. По ходу сезона Форсберг и 34-летний Нюквист провели рекордные для себя по результативности сезоны. 
Перед сезоном 2024/25 Троц «взорвал» рынок свободных агентов, подписав на многолетние контракты Стивена Стэмкоса и Джонатана Маршессо — рекордсменов «Тампы» и «Вегаса» по очкам за клуб. Также команду пополнил защитник Брэди Шей и вратарь Скотт Уэджвуд, были переподписаны контракты с Юусе Саросом на 8 лет и Александром Каррье на 3 года. 

## Статистика
| Сезон   | И  | В  | ПО | П  | ШЗ  | ШП  | Очки | плей-офф                                                   |
| 2019-20 | 69 | 35 | 8  | 26 | 215 | 217 | 78   | поражение в квалификационном раунде, 1-3 (Аризона Койотис) |
| 2020-21 | 56 | 31 | 2  | 23 | 156 | 154 | 64   | поражение в первом раунде, 2-4 (Каролина Харрикейнз)       |
| 2021-22 | 82 | 45 | 7  | 30 | 266 | 252 | 97   | поражение в первом раунде, 0-4 (Колорадо Эвеланш)          |
| 2022-23 | 82 | 42 | 8  | 32 | 229 | 238 | 92   | не участвовали                                             |
| 2023-24 | 82 | 47 | 5  | 30 | 269 | 248 | 99   | поражение в первом раунде, 2-4 (Ванкувер Кэнакс)           |
| 2024-25 | 82 | 30 | 8  | 44 | 214 | 274 | 68   | не участвовали                                             |

## Команда

### Текущий состав
| №                         | Игрок              | Страна                    | Хват    | Дата рождения             | Рост (см) | Вес (кг) | Средняя зарплата ($) | Контракт до |
| Вратари                   | Вратари            | Вратари                   | Вратари | Вратари                   | Вратари   | Вратари  | Вратари              | Вратари     |
| ------------------------- | ------------------ | ------------------------- | ------- | ------------------------- | --------- | -------- | -------------------- | ----------- |
| 29                        | Юстус Аннунен      | Финляндия                 | Левый   | 11 марта 2000 (25 лет)    | 193       | 94       | 837,500              | 2025/26     |
| 74                        | Юусе Сарос         | Финляндия                 | Левый   | 19 апреля 1995 (30 лет)   | 180       | 80       | 7,740,000            | 2032/33     |
| Защитники                 |                    |                           |         |                           |           |          |                      |             |
| 5                         | Кевин Грэвел       | Соединённые Штаты Америки | Левый   | 6 марта 1992 (33 года)    | 193       | 84       | 775,000              | 2025/26     |
| 8                         | Андреас Энглунд    | Швеция                    | Левый   | 21 января 1996 (29 лет)   | 191       | 86       | 775,000              | 2025/26     |
| 14                        | Николас Хейг       | Канада                    | Левый   | 5 декабря 1998 (26 лет)   | 197       | 97       | 5,500,000            | 2028/29     |
| 20                        | Джастин Бэррон     | Канада                    | Правый  | 15 ноября 2001 (23 года)  | 187       | 92       | 1,150,000            | 2025/26     |
| 24                        | Спенсер Штястны    | Соединённые Штаты Америки | Левый   | 4 января 2000 (25 лет)    | 183       | 83       | 825,000              | 2025/26     |
| 37                        | Ник Бланкенбург    | Соединённые Штаты Америки | Правый  | 12 мая 1998 (27 лет)      | 175       | 79       | 775,000              | 2025/26     |
| 48                        | Ник Пербикс        | Соединённые Штаты Америки | Правый  | 15 июня 1998 (27 лет)     | 193       | 91       | 2,750,000            | 2026/27     |
| 51                        | Марк Фридман       | Канада                    | Правый  | 25 декабря 1995 (29 лет)  | 180       | 84       | 775,000              | 2024/25     |
| 59                        | Роман Йоси — К     | Швейцария                 | Левый   | 1 июня 1990 (35 лет)      | 187       | 91       | 9,059,000            | 2027/28     |
| 76                        | Брэди Шей          | Соединённые Штаты Америки | Левый   | 26 марта 1994 (31 год)    | 191       | 93       | 7,000,000            | 2030/31     |
| 82                        | Джордан Остерле    | Соединённые Штаты Америки | Левый   | 25 июня 1992 (33 года)    | 183       | 83       | 775,000              | 2025/26     |
| 83                        | Адам Вилсбю        | Швеция                    | Левый   | 7 августа 2000 (25 лет)   | 185       | 87       | 775,000              | 2026/27     |
| Левые крайние нападающие  |                    |                           |         |                           |           |          |                      |             |
| 9                         | Филип Форсберг — А | Швеция                    | Правый  | 13 августа 1994 (30 лет)  | 187       | 93       | 8,500,000            | 2029/30     |
| 36                        | Коул Смит          | Соединённые Штаты Америки | Левый   | 28 октября 1995 (29 лет)  | 191       | 89       | 1,000,000            | 2025/26     |
| 52                        | Мэттью Вуд         | Канада                    | Правый  | 6 февраля 2005 (20 лет)   | 190       | 86       | 950,000              | 2026/27     |
| -                         | Григорий Денисенко | Россия                    | Правый  | 24 июня 2000 (25 лет)     | 181       | 80       | 775,000              | 2024/25     |
| 56                        | Эрик Хаула         | Финляндия                 | Левый   | 23 марта 1991 (34 года)   | 183       | 88       | 3,150,000            | 2025/26     |
| 58                        | Майкл Бантинг      | Канада                    | Левый   | 17 сентября 1995 (29 лет) | 180       | 89       | 4,500,000            | 2025/26     |
| 68                        | Закари Л'Эро       | Канада                    | Левый   | 15 мая 2003 (22 года)     | 180       | 89       | 863,334              | 2025/26     |
| Центрфорварды             |                    |                           |         |                           |           |          |                      |             |
| 21                        | Джейк Луккини      | Канада                    | Левый   | 9 мая 1995 (30 лет)       | 183       | 82       | 775,000              | 2025/26     |
| 40                        | Фёдор Свечков      | Россия                    | Левый   | 5 апреля 2003 (22 года)   | 183       | 81       | 925,000              | 2025/26     |
| 47                        | Майкл Маккэрон     | Соединённые Штаты Америки | Правый  | 7 марта 1995 (30 лет)     | 198       | 105      | 900,000              | 2025/26     |
| 90                        | Райан О’Райли — А  | Канада                    | Левый   | 7 февраля 1991 (34 года)  | 185       | 98       | 4,500,000            | 2026/27     |
| 91                        | Стивен Стэмкос     | Канада                    | Правый  | 7 февраля 1990 (35 лет)   | 185       | 88       | 8,000,000            | 2027/28     |
| Правые крайние нападающие |                    |                           |         |                           |           |          |                      |             |
| 25                        | Йоаким Кемелль     | Финляндия                 | Правый  | 27 апреля 2004 (21 год)   | 181       | 83       | 886,666              | 2026/27     |
| 56                        | Йессе Юлёнен       | Финляндия                 | Правый  | 3 октября 1999 (25 лет)   | 183       | 76       | 775,000              | 2024/25     |
| 77                        | Люк Эвангелиста    | Канада                    | Правый  | 21 февраля 2002 (23 года) | 183       | 83       | 797,500              | 2024/25     |
| 81                        | Джонатан Маршессо  | Канада                    | Правый  | 27 декабря 1990 (34 года) | 175       | 84       | 5,500,000            | 2028/29     |
| 89                        | Оззи Уайсблатт     | Канада                    | Правый  | 9 марта 2002 (23 года)    | 178       | 83       | 775,000              | 2026/27     |

### Штаб
| Должность            | Имя              | Страна                    | Дата рождения             | В должности |
| -------------------- | ---------------- | ------------------------- | ------------------------- | ----------- |
| Генеральный менеджер | Барри Троц       | Канада                    | 15 июля 1962 (63 года)    | с 2023 года |
| Главный тренер       | Эндрю Брюнетт    | Канада                    | 24 августа 1973 (51 год)  | с 2023 года |
| Помощник тренера     | Дерек Маккензи   | Канада                    | 11 июня 1981 (44 года)    | с 2023 года |
| Помощник тренера     | Дарби Хендриксон | Соединённые Штаты Америки | 28 августа 1972 (52 года) | с 2024 года |
| Помощник тренера     | Люк Ричардсон    | Канада                    | 26 марта 1969 (56 лет)    | с 2025 года |
| Тренер вратарей      | Бен Вандерклок   | Канада                    | 30 ноября 1981 (43 года)  | с 2014 года |

## Главные тренеры
| № | Имя             | Период работы | Регулярный чемпионат | Регулярный чемпионат | Регулярный чемпионат | Регулярный чемпионат | Регулярный чемпионат | Регулярный чемпионат | Плей-офф | Плей-офф | Плей-офф | Плей-офф | Достижения                                                                                            | Ссылка |
| № | Имя             | Период работы | И                    | В                    | П                    | Н/ПО                 | О                    | %                    | И        | В        | П        | %        | Достижения                                                                                            | Ссылка |
| - | --------------- | ------------- | -------------------- | -------------------- | -------------------- | -------------------- | -------------------- | -------------------- | -------- | -------- | -------- | -------- | --- | ------ |
| 1 | Барри Троц      | 1998—2014     | 1196                 | 557                  | 479                  | 160                  | 1274                 | 46,6 %               | 50       | 19       | 31       | 38,0 %   | | [ 35 ] |
| 2 | Питер Лавиолетт | 2014—2020     | 451                  | 248                  | 143                  | 60                   | 556                  | 54,9 %               | 61       | 32       | 29       | 52,4 %   | Приз Кларенса Кэмпбелла (2017) Чемпион Центрального дивизиона (2018, 2019) Президентский Кубок (2018) | [ 36 ] |
| 3 | Джон Хайнс      | 2020—2023     | 248                  | 134                  | 96                   | 18                   | 286                  | 54,0 %               | 14       | 3        | 11       | 21,4 %   | | [ 37 ] |
| 4 | Эндрю Брюнетт   | 2023—н. в.    |                      |                      |                      |                      |                      |                      |          |          |          |          | |        |

## Неиспользуемые номера
- 35 — Пекка Ринне, вратарь (2005—2021). Выведен из обращения 24 февраля 2022 года[38][39].

## Индивидуальные рекорды
В регулярных чемпионатах
- Наибольшее количество очков: Роман Йоси — 686 (2011—н.в.)
- Наибольшее количество голов: Филип Форсберг — 287 (2012—н.в.)
- Наибольшее количество результативных передач: Роман Йоси  — 505 (2011—н.в.)
- Наибольшее количество игр: Дэвид Легуанд — 956 (1998—2013)
- Наибольшее количество очков, набранных защитником: Роман Йоси — 686 (2011—н.в.)
- Наибольшее количество голов, забитых защитником: Роман Йоси — 181 (2011—н.в.)
- Наибольшее количество результативных передач, отданных защитником: Роман Йоси — 505 (2011—н.в.)
- Наибольшее количество побед: Пекка Ринне — 369 (2005—2021)
- Наибольшее количество «сухих» игр: Пекка Ринне — 60 (2005—2021)

В регулярных чемпионатах за один сезон
- Наибольшее количество очков: Роман Йоси — 96 (23+73 в 2021/22)
- Наибольшее количество голов: Филип Форсберг — 48 (2023/24)
- Наибольшее количество результативных передач: Роман Йоси — 73 (2021/22)
- Наибольшее количество штрафных минут: Патрик Коте — 242 (1999/2000)
- Наибольшее количество очков, набранных защитником: Роман Йоси — 96 (23+73 в 2021/22)
- Наибольшее количество голов, забитых защитником: Ши Уэбер (2008/09, 2013/14) и Роман Йоси (2021/22) — 23
- Наибольшее количество результативных передач, отданных защитником:  Роман Йоси — 73 (2021/22)
- Наибольшее количество побед: Пекка Ринне — 43 (2011/12)
- Наибольшее количество «сухих» игр: Пекка Ринне (2017/18) — 8